# Feuerwehr Schwerin
Die Feuerwehr Schwerin besteht aus einer Berufs- und einer Freiwilligen Feuerwehr, mit fünf Wachstandorten. Sie sind im Fachdienst 37 für Feuerwehr und Rettungsdienst der Landeshauptstadt Schwerin des Bundeslandes Mecklenburg-Vorpommern organisiert.

## Geschichte
Die Geschichte des geregelten Brandschutzes in Schwerin beginnt bereits in der frühen Neuzeit. Nach zwei verheerenden Großbränden in den Jahren 1531 und 1558 wurde von den Landesherzögen die erste Feuerlöschordnung Mecklenburgs erlassen, die zugleich das Feuerlöschwesen im 16. Jahrhundert reglementierte. Nach zwei weiteren Großbränden 1651 und 1676 wurde 1690 eine Brandschutzordnung erlassen, die ein Jahr später nochmals verschärft wurde. Dennoch kam es 1697 wieder zu einem Großbrand, der zum Erlass der Hoch-Fürstlichen Mecklenburgischen Feuerordnung führte. Im Jahr 1700 wurde die erste echte Feuerspritze angeschafft, die zwei kleinere und eine größere Kunstspritzen in der Stadt ergänzte. 50 Jahre später folgte eine weitere Feuerspritze. 1831 bildete sich mit einer Brandwache der erste Ansatz einer regulären Feuerwehr, die bald jedoch wieder aufgab. Im Jahr 1842 wurde eine weitere Feuerordnung erlassen, die bis 1869 in Kraft bleiben sollte. 1851 erließ der Großherzog, dass die militärischen Pionierabteilungen sich bei Bränden zur Verfügung stellen sollten. Im Jahr 1856 wurde das Arsenal um eine fahrbare Steigleiter mit Schlauch erweitert.
Als es im Jahr 1863 in Zippendorf zu einem Großbrand kam, gründete sich noch im selben Jahr eine freiwillige Turnerfeuerwehr. Im Jahr 1869 wurde das Feuerlöschwesen grundlegend neu geregelt. Einzelne Bürger wurden nun nicht mehr hinzugezogen, stattdessen fiel die Brandbekämpfung einer besoldeten Berufsfeuerwehr zu, die ggf. von der Turnerfeuerwehr unterstützt werden sollte. 1875 wurde die erste ganztägige Brandwache eingerichtet, die 1892 in ein neues Gebäude umziehen konnte. Im Jahr 1894 wurden in ganz Schwerin Feuermelder installiert. Mit Ausbruch des Ersten Weltkrieges wurde auch das Militär zur Unterstützung der acht Mann starken Berufsfeuerwehr eingesetzt. Im Jahr 1922 wurde die Feuerwehr Schwerin motorisiert und die Einsatzkräfte verbeamtet, die während der Zeit des Nationalsozialismus als Feuerschutzpolizei der Polizei angegliedert wurden.
Nach Kriegsende wurde die Feuerwehr reorganisiert, sie verfügte hier bereits über zwei Löschgruppenfahrzeuge 15, ein Löschgruppenfahrzeug 25, zwei Drehleitern 32, ein Löschgruppenfahrzeug 8, einen Schlauchwagen, sechs Tragkraftspritzen, zwei Tragkraftspritzenanhängern, einen Pkw und drei Motorräder.
Nach dem Zweiten Weltkrieg trat die „Verordnung über das Brandschutzwesen der Länder der sowjetischen Besatzungszone Deutschlands vom 28. August 1949“ in Kraft, was zur Gründung des Brandschutzamtes führte. Im Jahr 1990 wurde das Drei-Schicht-System auf der Feuerwache eingeführt. Am 1. März 1991 wurde die Feuerwehr wieder ein kommunales Amt der Landeshauptstadt Schwerin und erhielt mehrere neue Einsatzfahrzeuge. Im Jahr 1998 erhielt die Berufsfeuerwehr eine zweite Feuerwache in der Lübecker Straße („Nebenwache“) und 1999 eine neue Feuerwache in der Graf-York-Straße („Hauptwache“). Der zweite Standort wurde jedoch schnell wieder im Jahr 2004 geschlossen, es blieb nur der Rettungsdienst in dieser Wache und die FF übernahm die Wache fortan. Die Integrierte Leitstelle Westmecklenburg wurde im Jahr 2005 an der Hauptwache eingerichtet.
Im Jahr 2009 eröffnete in Schwerin das Internationale Feuerwehrmuseum Schwerin, das größte Feuerwehrmuseum Deutschlands.
Im Laufe der Jahre wurde jedoch immer klarer, dass die Anfahrtswege in den Norden der Stadt von der Hauptwache im Süden der Stadt zu weit waren, sodass nach mehreren Jahren Planung beschlossen wurde, dass die Berufsfeuerwehr wieder den Standort in der Lübecker Straße beziehen sollte. Hierzu musste erst ein neues Feuerwehrhaus für die Freiwillige Feuerwehr Schwerin-Mitte gebaut werden. Anschließend wurde die Wache aufwändig saniert und ausgebaut, sodass am 4. Dezember 2024 die Feuerwache in der Lübecker Straße den Betrieb aufnehmen konnte.

## Berufsfeuerwehr
Die Berufsfeuerwehr Schwerin besteht aus je einer Wachabteilung an zwei Standorten, mit 17 Einsatzkräften 24/7, von denen 16 den Löschzug bilden und eine Einsatzkraft die Einsatzleitung (B-Dienst) bildet, sowie für den Rettungsdienst 14 Einsatzkräften und zwei Notärzten tagsüber und neun Einsatzkräften sowie einem Notarzt nachts. Zusätzlich werden die Funktionen OrgL durch Angestellte des Rettungsdienstes und A-Dienst durch Beamte mittels Rufbereitschaften besetzt.
Die beiden Wachen teilen sich einen Personalpool. Die dort eingesetzten Beamten besetzten erst einige Wochen die Wache Süd und dann wieder einige Wochen die Wache Nord, bis wieder gewechselt wird.

### Feuer- und Rettungswache Süd (Hauptwache)
An der Wache Süd (Graf-York-Straße) sind insgesamt zehn Beamte für den Brandschutz sowie den B-Dienst zuständig. Zusätzlich ist die gesamte Verwaltung der Feuerwehr und des Rettungsdienstes hier untergebracht.
Besetzt wird von der Wache standardmäßig ein Kommandowagen (KdoW) mit dem B-Dienst, ein Einsatzleitwagen 1 (ELW 1) mit zwei Beamten, wovon einer der Zugführer ist. Ein Hilfeleistungslöschgruppenfahrzeug 20 (HLF 20) mit vier Beamten, eine Drehleiter mit Korb 23/12 (DLK 23/12) mit zwei Beamten sowie ein Gerätewagen (GW) mit ebenfalls zwei Beamten.
Die vier Beamten von der DLK und dem GW besetzen dazu noch Sonderfahrzeuge wie zwei Wechselladerfahrzeuge (WLF), 1 Rüstwagen 2 (RW 2) und Gerätewagen-Messtechnik (GW-Mess) sowie einige andere Sonderfahrzeuge.

### Feuer- und Rettungswache Nord (Nebenwache)
An der Wache Nord (Lübecker Straße) sind insgesamt 6 Beamte für den Brandschutz untergebracht.
Besetzten von der Wache Standardmäßig ein HLF 20 mit 4 Beamten und eine DLK 23/12 mit 2 Beamten. Zusätzlich besetzen die 2 Beamten der DLK 23/12 noch ein Gerätewagen (auf Ford Ranger) für die Wasserrettung mit Mehrzweckboot; dieser Gerätewagen verfügt zusätzlich über einen kleinen Tank mit Schnellangriff, der es ihm erlaubt, auch bei unwegsamen Einsatzstellen, wie im Wald bei der Brandbekämpfung, eingesetzt zu werden.

### Rettungsdienst
Die Feuerwehr Schwerin besetzt insgesamt 6 Rettungswagen (RTW) und 2 Notarzteinsatzfahrzeuge (NEF), dabei sind auf beiden Wachen jeweils 3 RTW und 1 NEF besetzt.
Davon sind auf beiden Wachen jeweils 2 Rettungswagen 24/7 besetzt und der andere RTW Tag über, das Notarzteinsatzfahrzeug an der Wache Nord ist rund um die Uhr besetzt, das Notarzteinsatzfahrzeug an der Wache Süd nur von 7 Uhr bis 23 Uhr, mit Ausnahme an Freitag und Samstag, wo es ebenfalls rund um die Uhr besetzt ist.
Vor in Dienststellung der Wache Nord, war das NEF an den Helios Kliniken Schwerin Stationiert.
Zusätzlich steht dem Rettungsdienst 1 KdoW Organisatorischer Leiter Rettungsdienst, 1 PKW Ärztlicher Leiter Rettungsdienst, 1 Abrollbehälter Rettungsdienst, 2 Reserve RTW und 2 Reserve NEF zur Verfügung.

### Krankentransport und Katastrophenschutz
Der Krankentransport, sowie der Medizinische Katastrophenschutz wird alleinig durchs Deutsche Rote Kreuz betrieben.
In der Woche besetzt das DRK von 7 Uhr bis 0 Uhr einen Notfall-Krankenwagen (N-KTW), sowie einen zweiten N-KTW von 9 Uhr bis 19 Uhr, die bei Bedarf auch Notfalleinsätze anfahren können.

### Fuhrpark (Stand: 2024)

#### Feuer- und Rettungswache Süd (Hauptwache)

##### Feuerwehr
- 5521-01-01 – Kommandowagen Fachdienstleiter Feuerwehr
- 5521-01-02 – Kommandowagen A-Dienst 1
- 5521-01-03 – Kommandowagen A-Dienst 2
- 5521-02-01 – Kommandowagen B-Dienst
- 5521-02-02 – Kommandowagen B-Dienst (Reserve Fahrzeug)
- 5521-05-03 – Kommandowagen
- 5521-05-04 – Kommandowagen
- 5521-11-01 – Einsatzleitwagen 1 Zugführer
- 5521-18-01 – Mannschaftstransportfahrzeug Abt. Technik
- 5521-19-01 – Mannschaftstransportfahrzeug
- 5521-24-01 – Tanklöschfahrzeug 4000
- 5521-33-01 – Drehleiter mit Korb 23/12
- 5521-33-02 – Drehleiter mit Korb 23/12 (Reserve Fahrzeug)
- 5521-43-01 – Hilfeleistungslöschgruppenfahrzeug 20
- 5521-43-02 – Hilfeleistungslöschgruppenfahrzeug 20 (Reserve Fahrzeug)
- 5521-52-01 – Rüstwagen 2
- 5521-59-01 – Gerätewagen-Hygiene mit Toilette
- 5521-65-01 – Wechselladerfahrzeug 26 t
- 5521-65-02 – Wechselladerfahrzeug 18 t
- 5521-72-01 – Gerätewagen
- 5521-93-01 – Gerätewagen-Dekon-Person
- Abrollbehälter Atemschutz/Dekon
- Abrollbehälter Gefahrgut
- Abrollbehälter Sonderlöschmittel
- 5521-16-xx – Diverse Handfunkgeräte ohne feste Zuweisung
- Diverse Anhänger

##### Rettungsdienst
- 5511-10-01 – Kommandowagen Organisatorischer Leiter Rettungsdienst
- 5511-82-01 – Notarzteinsatzfahrzeug
- 5511-82-02 – Notarzteinsatzfahrzeug (Reserve Fahrzeug)
- 5511-83-01 – Rettungswagen
- 5511-83-02 – Rettungswagen
- 5511-83-03 – Rettungswagen
- 5511-83-04 – Rettungswagen (Reserve Fahrzeug)
- Abrollbehälter Rettungsdienst
- 4511-82-02 – Notarzteinsatzfahrzeug (Reserve Fahrzeug Wache Nord)
- 4511-83-04 – Rettungswagen (Reserve Fahrzeug Wache Nord)
- PKW Ärztlicher Leiter Rettungsdienst

#### Feuer- und Rettungswache Nord (Nebenwache)

##### Feuerwehr
- 4521-33-01 – Drehleiter mit Korb 23/12
- 4521-43-01 – Hilfeleistungslöschgruppenfahrzeug 20
- 4521-72-01 – Gerätewagen für die Wasserrettung
- 4521-79-01 – Mehrzweckboot

##### Rettungsdienst
- 4511-82-01 – Notarzteinsatzfahrzeug
- 4511-83-01 – Rettungswagen
- 4511-83-02 – Rettungswagen
- 4511-83-03 – Rettungswagen

## Freiwillige Feuerwehr

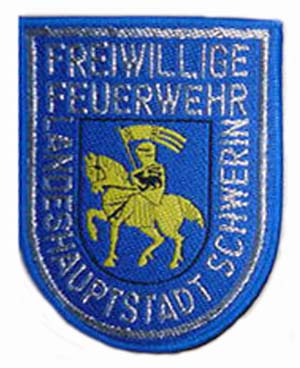
Abzeichen der Freiwilligen Feuerwehr der Landeshauptstadt Schwerin

Die rund 320 Personen starke Freiwillige Feuerwehr (Aktive, Ehrenabteilung, Jugendfeuerwehr) besteht aus fünf örtlichen Feuerwehren, die grundsätzlich zur Ergänzung und Unterstützung der Berufsfeuerwehr eingesetzt werden. Sie können, wenn die Berufsfeuerwehr durch einen anderen Einsatz gebunden ist, jedoch auch selbstständig eingesetzt werden. Die Freiwillige Feuerwehr ist in Schwerin-Warnitz, Schwerin-Wickendorf, Schwerin-Wüstmark, Schwerin-Mitte, Schwerin-Schlossgarten stationiert. Die Freiwilligen Feuerwehren in den Ortsteilen Warnitz, Wickendorf und Wüstmark sind laut Brandschutzbedarfsplan Feuerwehren mit Grundausstattung, die örtlichen Feuerwehren Schwerin-Mitte und Schwerin-Schlossgarten sind als Stützpunktfeuerwehren eingestuft.

### Fuhrpark
Der Fuhrpark der Freiwilligen Feuerwehren (FF) umfasst im Jahr 2024:

#### Freiwillige Feuerwehr Schwerin-Mitte
- 4531-11-01 – Einsatzleitwagen 1 für den Katastrophenschutz
- 4531-12-01 – Einsatzleitwagen 2 für den Katastrophenschutz
- 4531-19-01 – Mannschaftstransportfahrzeug
- 4531-42-01 – Mittleres Löschfahrzeug (mit Gruppenkabine)
- 4531-43-01 – Löschgruppenfahrzeug 20/16 (mit HLF Beladung)

#### Freiwillige Feuerwehr Schwerin-Schlossgarten
- 4532-11-01 – ELW 1
- 4532-19-01 – Mannschaftstransportfahrzeug
- 4532-24-01 – Tanklöschfahrzeug 3000 (mit Truppkabine)
- 4532-42-01 – Mittleres Löschfahrzeug (mit Gruppenkabine)
- 4532-43-01 – Hilfeleistungslöschgruppenfahrzeug 10
- 4532-65-01 – Wechselladerfahrzeug 18 t mit Abrollbehälter Schlauch
- 4532-65-02 – Wechselladerfahrzeug für den Katastrophenschutz mit Abrollbehälter Logistik (Wald- und Vegetationsbrand Beladung)

#### Freiwillige Feuerwehr Schwerin-Warnitz
- 4541-19-01 – Mannschaftstransportfahrzeug
- 4541-44-01 – Löschgruppenfahrzeug 20
- 4541-91-01 – CBRN-Erkunder

#### Freiwillige Feuerwehr Schwerin-Wickendorf
- 4542-19-01 – Mannschaftstransportfahrzeug
- 4542-26-01 – Tanklöschfahrzeug 5000-Waldbrand für den Katastrophenschutz
- 4542-42-01 – Mittleres Löschfahrzeug (mit Gruppenkabine)

#### Freiwillige Feuerwehr Schwerin-Wüstmark
- 5541-19-01 – Mannschaftstransportfahrzeug
- 5541-42-01 – Mittleres Löschfahrzeug (mit Gruppenkabine)

## Integrierte Leitstelle Westmecklenburg
Die Stadt Schwerin ist seit dem Jahr 2005 damit beauftragt, eine Integrierte Leitstelle (ILS) für die Landkreise Nordwestmecklenburg, Ludwigslust-Parchim sowie für die Stadt Schwerin zu betreiben, dieses geschieht durch den Fachdienst 37 der Feuerwehr in einer separaten Abteilung 37.3. Die Integrierte Leitstelle Westmecklenburg (ILWM) versorgt von der Hauptwache in Schwerin aus eine Fläche von 7.000 km² und mit einer Einwohnerzahl von etwa 500.000, in den Sommermonaten bis zu 600.000 Personen, sie versorgt somit den zweit größten Leitstellenbereich in Deutschland von der Fläche.
Die Leitstelle ist mit 8 Arbeitsplätzen ausgestattet und ist mit 6 Disponenten besetzt, sowie 1 Schichtführer. Es wird in 12-Stunden-Schichten gearbeitet.
Die Leitstelle Disponierte im Jahr 2023, 119.266 Einsätze, im Vergleich waren es im Jahr 2017 noch bei 79.038 Einsätzen, ein Großteil fallen jedoch auf Dokumentationen.
| Jahr | Einsatzzahlen |
| ---- | ------------- |
| 2017 | 79.038        |
| 2018 | 80.344        |
| 2019 | 84.428        |
| 2020 | 86.793        |
| 2021 | 96.542        |
| 2022 | 112.963       |
| 2023 | 119.266       |

Neben der Notrufannahme ist die Leitstelle zusätzlich noch für die Disponierung aller Intensivtransporte in Mecklenburg-Vorpommern zuständig, dieses läuft über die Zentrale Koordinationsstelle für Intensivtransporte in Mecklenburg-Vorpommern (ZKS MV), außerdem ist die Leitstelle noch Single Point of Contact Mecklenburg-Vorpommern im Kleeblatt Nord.
Nach einem Gutachten aus dem Jahr 2024 ergab sich, dass die Leitstelle massiv aufgestockt werden muss, auf bis zu 10 Disponenten, so dass ein Neubau beschlossen worden ist von der Stadtverwaltung Schwerin. Dieser soll 12 Arbeitsplätze sowie 4 Arbeitsplätze für die Ausbildung von Disponenten umfassen. Geplant ist die Fertigstellung für das Jahr 2030.
Die Leitstelle ist zuständig für:
- 2 Berufsfeuerwehren mit 3 Wachen (Schwerin und Wismar)
- 381 Freiwillige Feuerwehren (mit rund 1.500 Fahrzeugen insgesamt)
- 16 NEFs, 36 RTWs und 16 Krankenwagen/Mehrzweckfahrzeuge

## Betriebsfeuerwehren
Schwerin verfügt über 2 Betriebsfeuerwehren. Die Betriebsfeuerwehr des Int. Feuerwehrmuseum Schwerin und die Betriebsfeuerwehr der Prysmian Kabel und Systeme GmbH in Sacktannen.